# Theilingen
Theilingen är en ort i kommunen Weisslingen i kantonen Zürich, Schweiz. 